# Cimitero del Laterino
Il cimitero del Laterino è un cimitero della città di Siena.

## Origini
Le origini del Cimitero del Laterino risalgono al 1784, quando la Magistratura di Balìa incaricò due docenti universitari di individuare, fuori dalle mura cittadine, un terreno che potesse essere adatto.
L'anno precedente erano state stampate le Istruzioni per la formazione di Campisanti a sterro che il Granduca di Toscana Pietro Leopoldo II di Lorena aveva stabilito per far cessare l'abitudine secolare di far inumare le salme nelle chiese, nei conventi, nei cimiteri parrocchiali tutti compresi all'interno delle città e dei centri abitati. Abitudine questa estremamente malsana.
Dopo sopralluoghi in varie località esterne, poi scartate, la scelta cadde su un terreno fuori Porta Laterina, che all'epoca era denominata poggio al Rosaio o del Cardinale, lavorato a mezzadria dalla famiglia di Francesco Bucci, di proprietà dell'arciprete Ansano Luti, che vennero risarciti dalla Balìa per la perdita della proprietà e del raccolto.
La progettazione del cimitero venne affidata a Bernardino Fantastici, padre di Agostino, ed il governo granducale inviò dei periti per controllare la regolarità dell'avanzamento dei lavori. Porta Laterina, murata nel 1554 durante l'assedio di Siena da parte dei fiorentini e spagnoli, fu riaperta e collocato un portone realizzato dal falegname Niccolò Gandi
.
Fantastici eseguì il progetto prevedendo la chiusura del cimitero con una cancellata in ferro battuto, probabilmente progettata dallo stesso architetto e recante la data 1785, visibile ancora oggi all'ingresso. I lavori ebbero termine nel 1786.
Come stanza mortuaria dove far sostare i morti prima della sepoltura fu scelto l'oratorio di San Giovanni Decollato, sorto del 1642, qualche metro dentro la Porta, che all'epoca veniva usato per i cadaveri dei giustiziati. Alla fine del '600 l'oratorio fu fatto ampliare dalla Contrada della Pantera e affrescato dai pittori Francesco e Antonio Nasini.
Col nuovo cimitero i problemi non tardarono, tanto che furono molte le proteste da parte degli abitanti del quartiere di San Marco e dei contadini della zona per i forti miasmi portati dal vento a causa di sepolture poco accurate.

## Storia
Con la costruzione del Camposanto della Misericordia nel 1866, dove trovarono sepoltura rappresentanti del mondo cattolico e dell'aristocrazia cittadina, e che è stato definito monumentale per il grande numero di opere d'arte da parte di artisti come Pietro Aldi, Amos Cassioli, Giovanni Duprè, Alessandro Franchi, Cesare Maccari, Tito Sarrocchi e altri, il cimitero del Laterino fu in qualche misura più vicino alle classi meno agiate e considerato più laico, tanto che a partire dalla fine dell'800 fu scelto dai reduci dei moti risorgimentali e anticlericali per seppellirvi i propri morti.
Il primo monumento fu inaugurato nel 1895, realizzato dallo scultore Leopoldo Maccari, dedicato ai Caduti delle Guerre d'Indipendenza, in occasione del 25º anniversario della Breccia di Porta Pia.
A questo ne seguirono altri nel corso dei primi anni del nuovo secolo, tra i quali il cosiddetto Quadrilatero dei Garibaldini, terminato con una stele donata dal garibaldino Giacomo Mieli (1847-1920). Nel quadrilatero trovò sepoltura nel 1931 anche Baldovina Vestri, notissima in città ed amica di Giuseppe Garibaldi e Giovanni Battista Fedolfi nel 1932, tra gli ultimi garibaldini senesi ancora viventi.
Nonostante numerosi appelli, nel 2016 il Quadrilatero e parte della zona monumentale versavano in cattive condizioni di conservazione e da più parti se ne chiedeva il restauro. Neppure colui che si è battuto, a partire dal 2002 con varie interrogazioni ai sindaci che si sono succeduti alla guida della città, Marco Falorni, quando poi si è trovato a gestire economicamente la possibilità del risanamento e del restauro in veste di Presidente del Consiglio Comunale dal 2018, ha mosso un dito.
Non si tratta però soltanto dei garibaldini, il problema della storicizzazione e della conseguente catalogazione (parzialmente effettuata ma abbandonata) delle tombe e dei monumenti storici presenti al Laterino continua ad essere un vero e proprio problema: infatti si deve all’ignoranza che regna negli amministratori pubblici in merito al patrimonio artistico del cimitero, nonostante gli appelli si siano levati da destra come da sinistra, che sono andate perdute alcune tombe importanti. Ricordiamo ad esempio quella in stile decò di Ezio Trapassi; quella futurista dedicata a due aviatori senesi morti in guerra di Fausto Corsini; la distruzione di tombe in ferro battuto opera dell’officina Zalaffi. Del resto, va pure sottolineato che i resti di Bruno Marzi, il maggior pittore dei drappelloni del Palio del Novecento, nonché pregevole falsario, deceduto nel 1981, sono stati esumati e gettati nell'ossario comune. Infine, anche la tomba del partigiano Gino Tozzi, deceduto nel 1964, alla scadenza della concessione, la tomba è stata rimossa anche se, per fortuna, il figlio ha disposto che i resti venissero sepolti nella tomba della moglie (con nota del 12/3/2018 ed il pagamento di 220,00 euro, come da documentazione Servizio Tributi, Direzione Risorse, Comune di Siena). Nel maggio 2020 sono state restaurate due tombe, quella della famiglia Caselli che sormontava una grande scultura in bronzo di Patrizio Fracassi, caduta a terra l'anno precedente, e rimessa a nuovo la tomba di Federigo Tozzi.
Nel 1896 viene costruito il tempio crematorio, rinnovato negli anni 1990 con la sostituzione del forno.
Nel corso del Novecento il cimitero è stato ampliato moltissimo, realizzata una nuova chiesa, tanto che può essere considerato probabilmente il cimitero più grande della città.

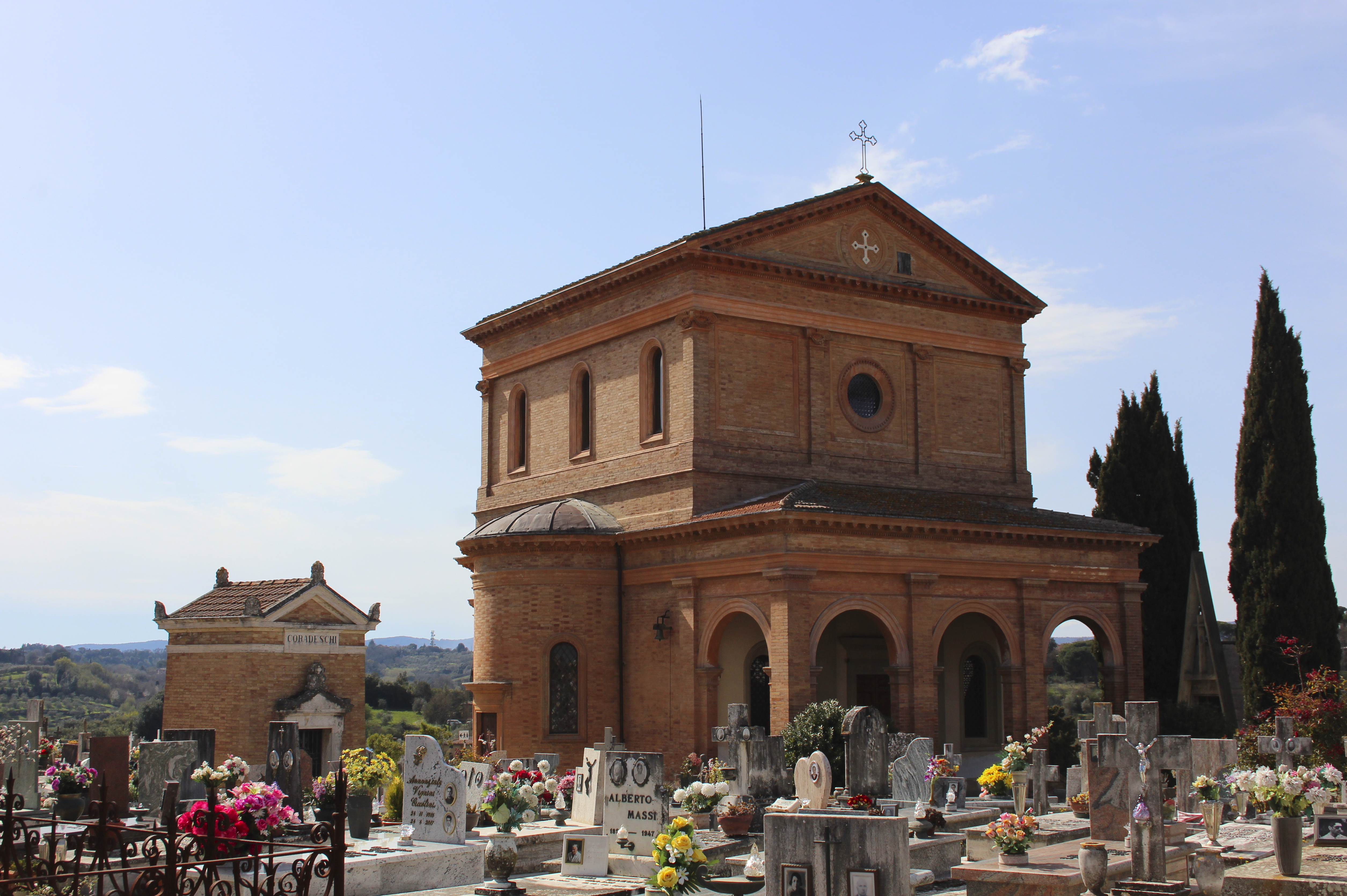
L'oratorio di San Giovanni Decollato

## Gli artisti
Molti sono stati gli artisti che hanno realizzato opere tuttora visibili, anche se altre sono andate distrutte: Vico Consorti, Fausto Corsini, Fulvio Corsini, Arturo Dazzi, Patrizio Fracassi, Alberto Inglesi, Leopoldo Maccari, Bruno Marzi, Giovanni Battista Novelli, Plinio Tammaro, Ezio Trapassi, Luciano Zalaffi.

## Personaggi sepolti (elenco parziale)
Nel corso del tempo, oltre ai monumenti e alle cappelle di vari architetti, il cimitero ha accolto numerosi personaggi, per alcuni dei quali, scaduto il tempo, le tombe potrebbero essere, o sono state, rimosse:
Ettore Bastianini, Riccardo Billi, Bruno Bonci, Aldo Cairola, Giovanni Caselli, Paolo Cesarini, Niccolò Chiarini, Patrizio Fracassi, Rinaldo Franci, Icilio Federico Joni, Robert Langton Douglas, Aldo Marzi, Bruno Marzi (la tomba non esiste più, le sue ossa sono finite in un ossario comune), Arturo Nannizzi, Tommaso Pendola, Plinio Tammaro, Federigo Tozzi, Gino Tozzi.
Nel Quadrilatero dei Garibaldini sono sepolti: Carlo Bartolozzi (1836-1922), Socrate Campanini (1847-1924), Domenico Del Porro (1846-1923), Raffaele Donati, Cesare Donnini (1845-1928), Paolo Fabbri (1843-1925), Giovanni Battista Fedolfi (1845-1932), Mario Fineschi, Giuseppe Fornisari (1851-1934), Latino Gabbrielli (1849-1929), Cesare Laurenti (1849-1924), Domenico Marcelli, Alessandro Mattei (1844-1924), Giuseppe Medici (1848-1924), Giacomo Mieli (1847-1920), Egisto Mostardini (1844-1915), Natale Muzzi, Corinto Pagliaini (1843-1925), Giacinto Panti (1846-1921), Pericle Rossi, Socrate Rossi, Tito Sileoni (1845-1920), Fortunato Soldatini (1846-1929), Francesco Ulivi (1848-1939), Sabatino Venturini (1848-1922), Baldovina Vestri (1840-1931). Secondo il Catalogo dei Beni Culturali le tombe sarebbero 28 perciò i nomi qui mancanti sarebbero due.

## Gallery

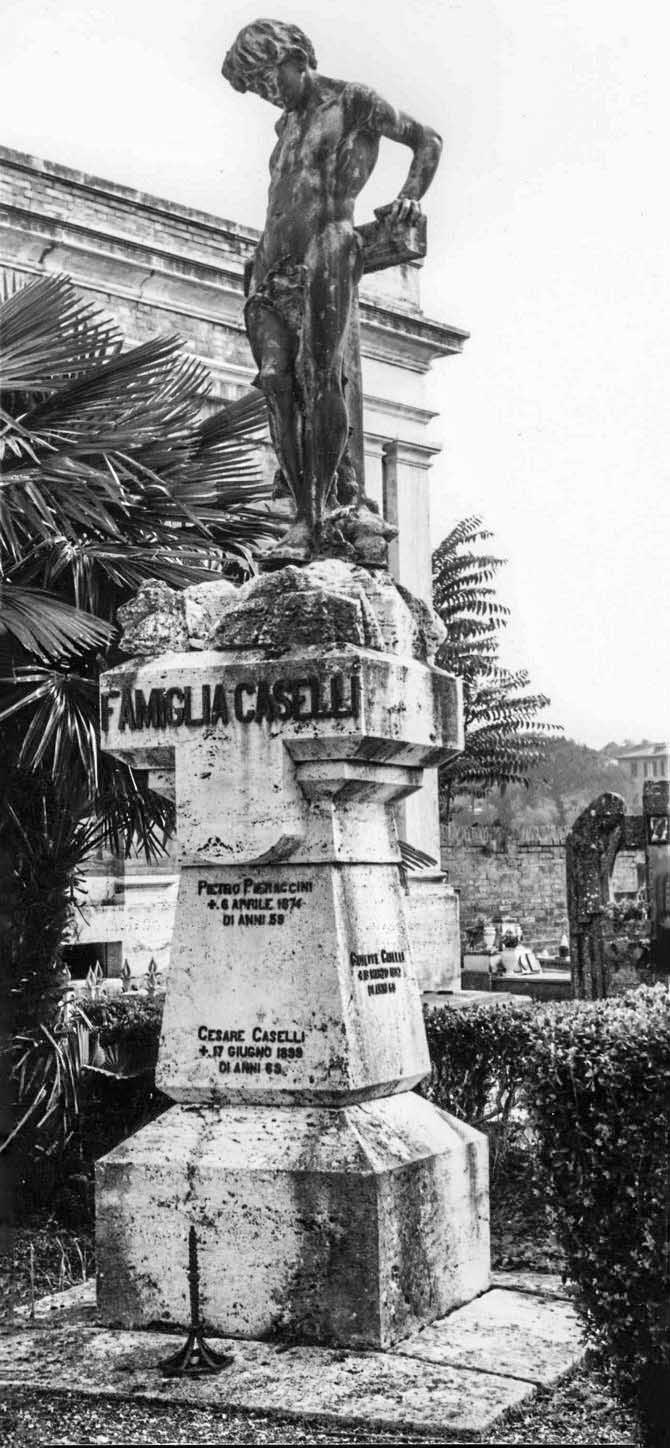
La fiducia nella croce opera in bronzo di Patrizio Fracassi per la tomba della famiglia Caselli nel 1901
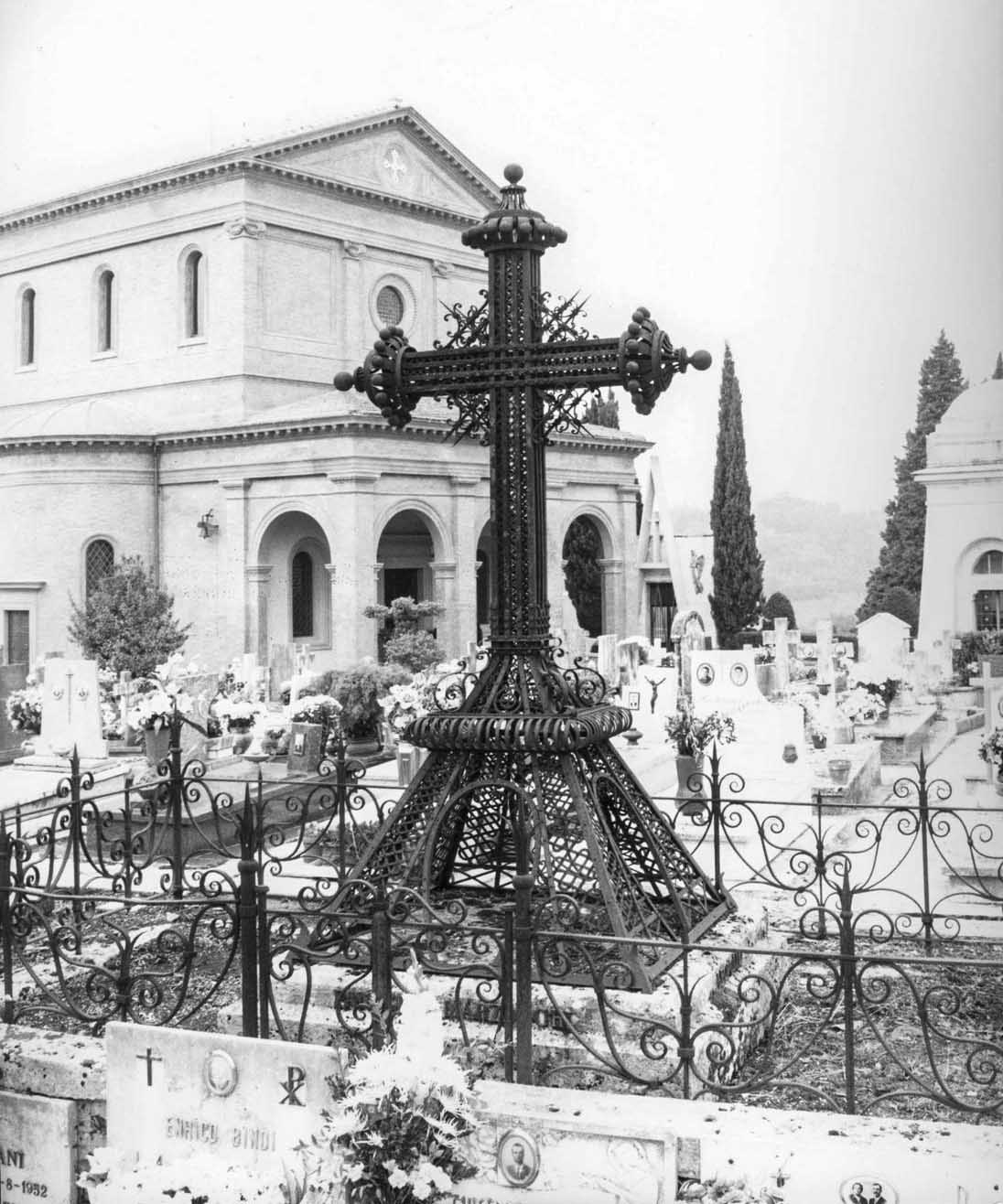
Croce in ferro battuto ispirata alla torre Eiffel del 1901 di Luciano Zalaffi, prova per la croce sul Monte Amiata del 1910
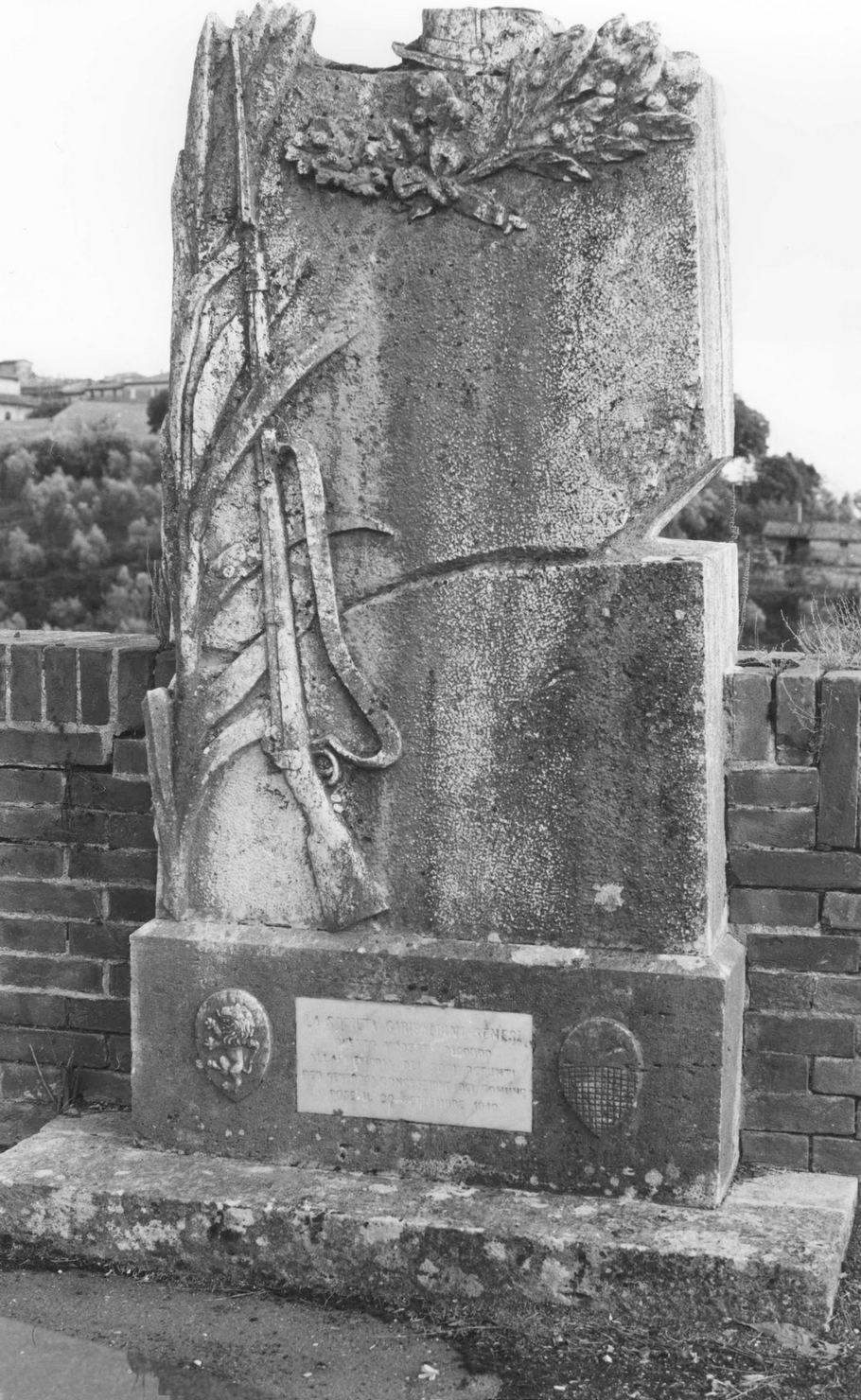
Monumento fatto erigere nel 1910 dalla Società dei Garibaldini Senesi in ricordo dei compagni defunti
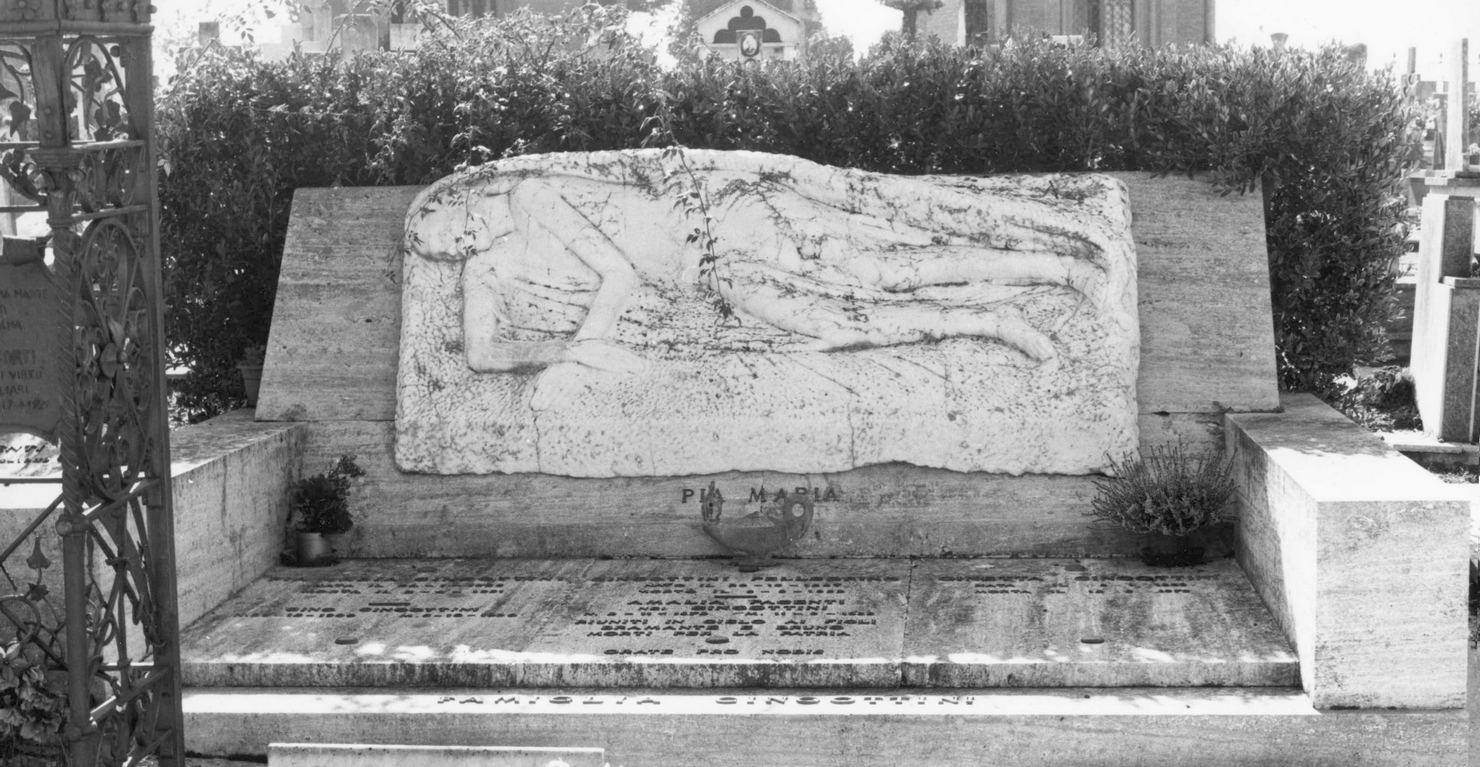
Il Sonno, opera dello scultore Arturo Dazzi ispirata per la tomba di Pia Maria Cingottini nel 1952
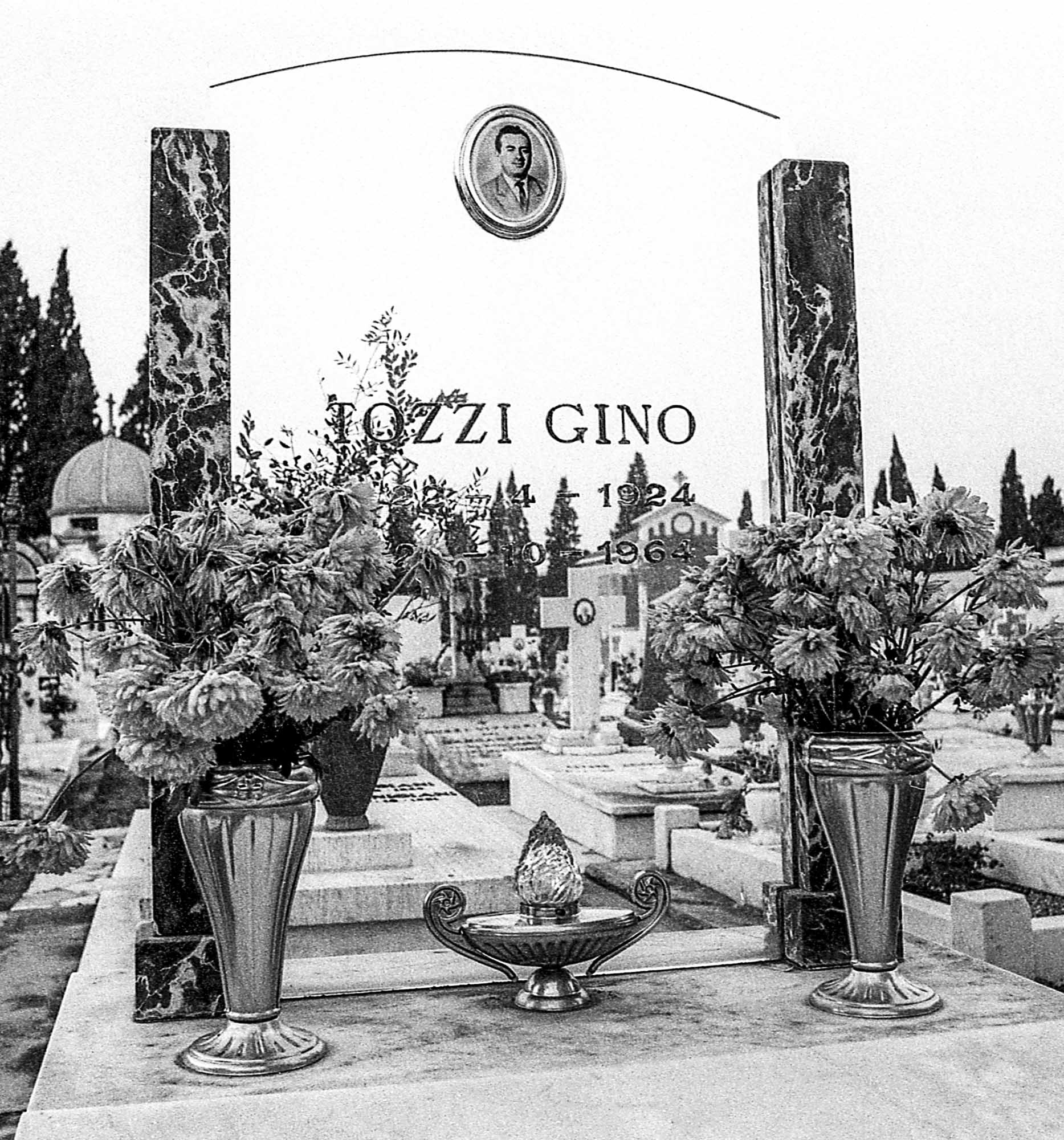
Tomba del partigiano Gino Tozzi come appariva nel 1979
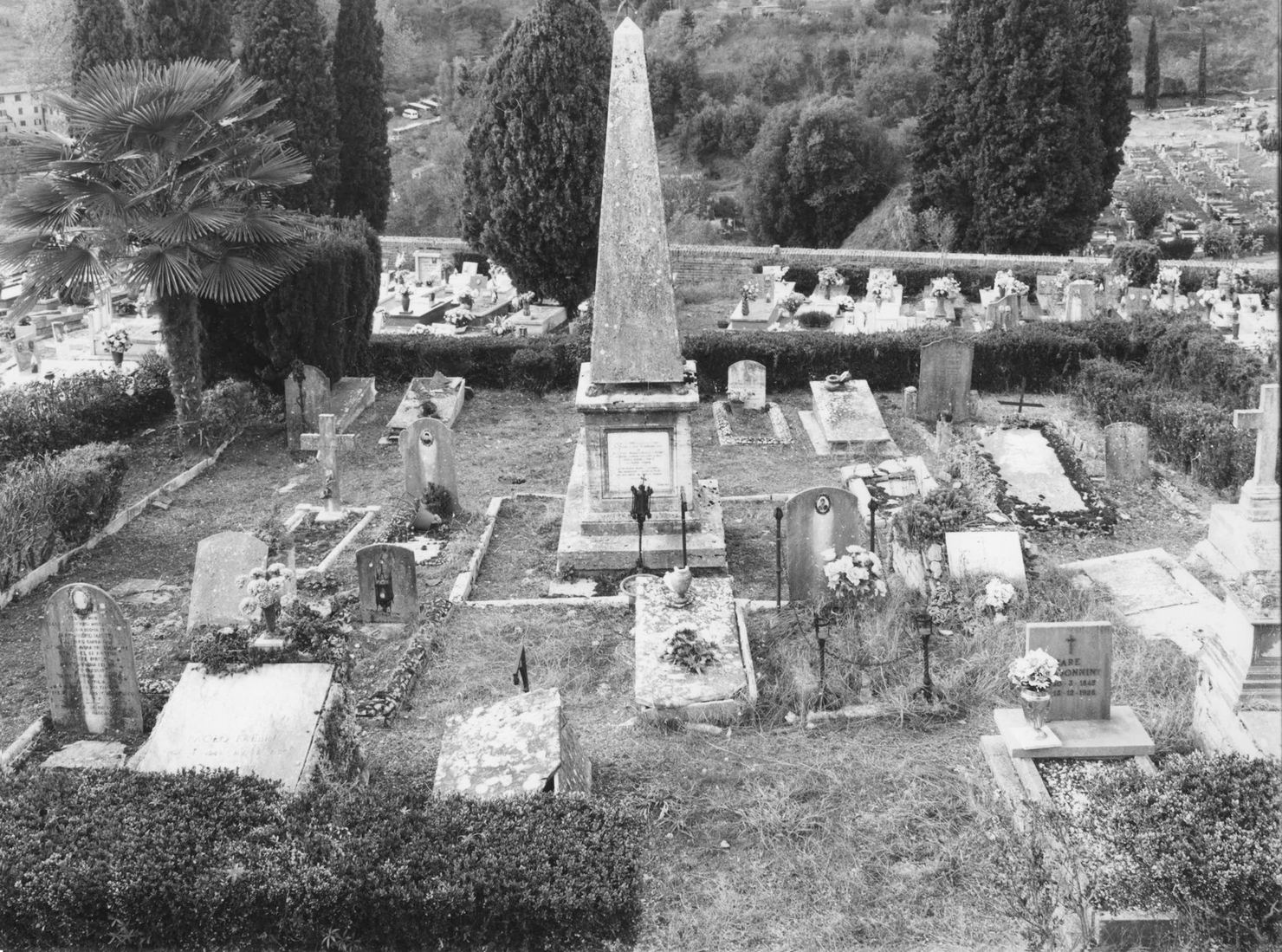
Quadrilatero dei Garibaldini in una foto probabilmente scattata negli anni 1980/90
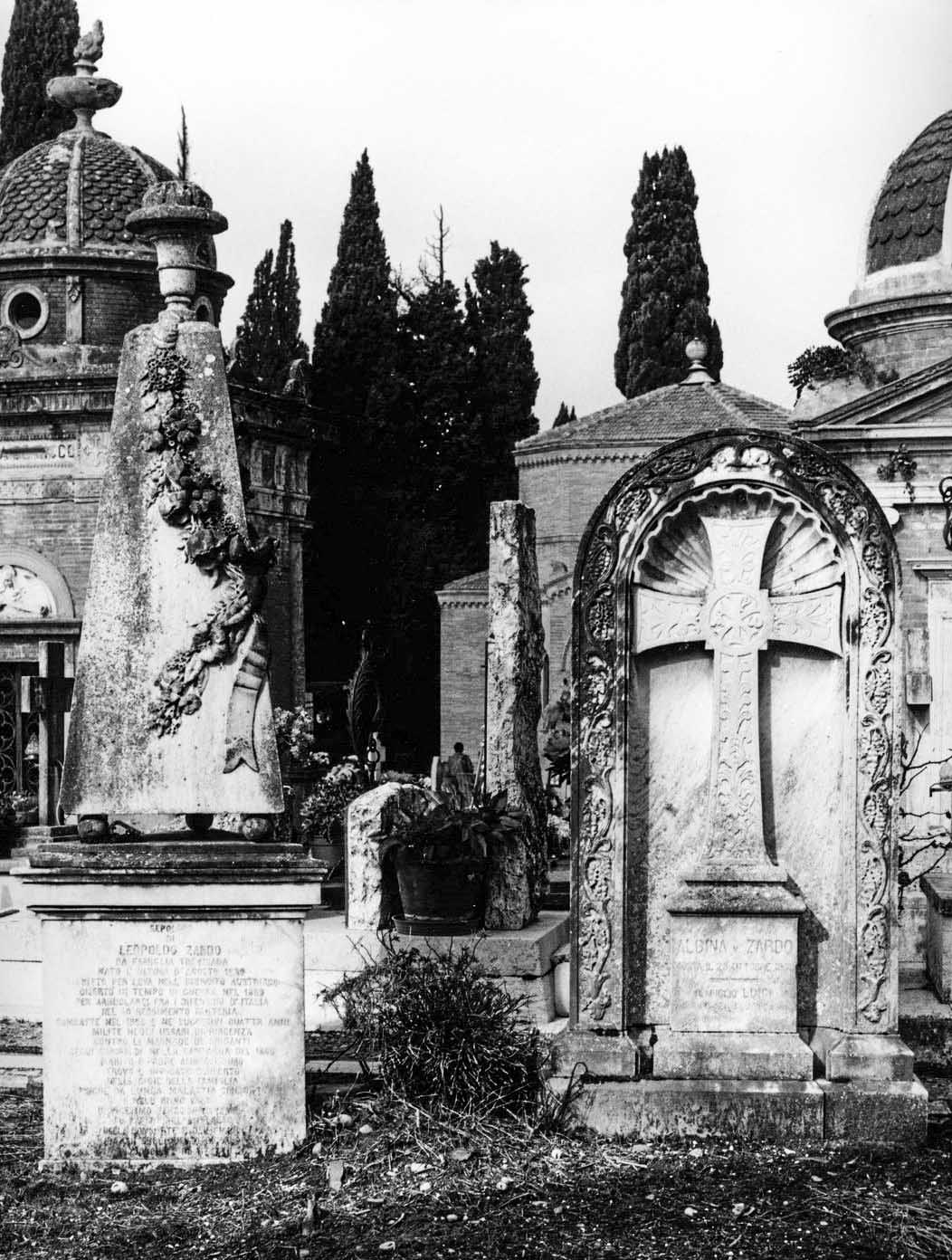
Sepolcri di Leopoldo Zardo, garibaldino, e della moglie Albina, voluti dai Società dei Volontari Italiani nel 1889
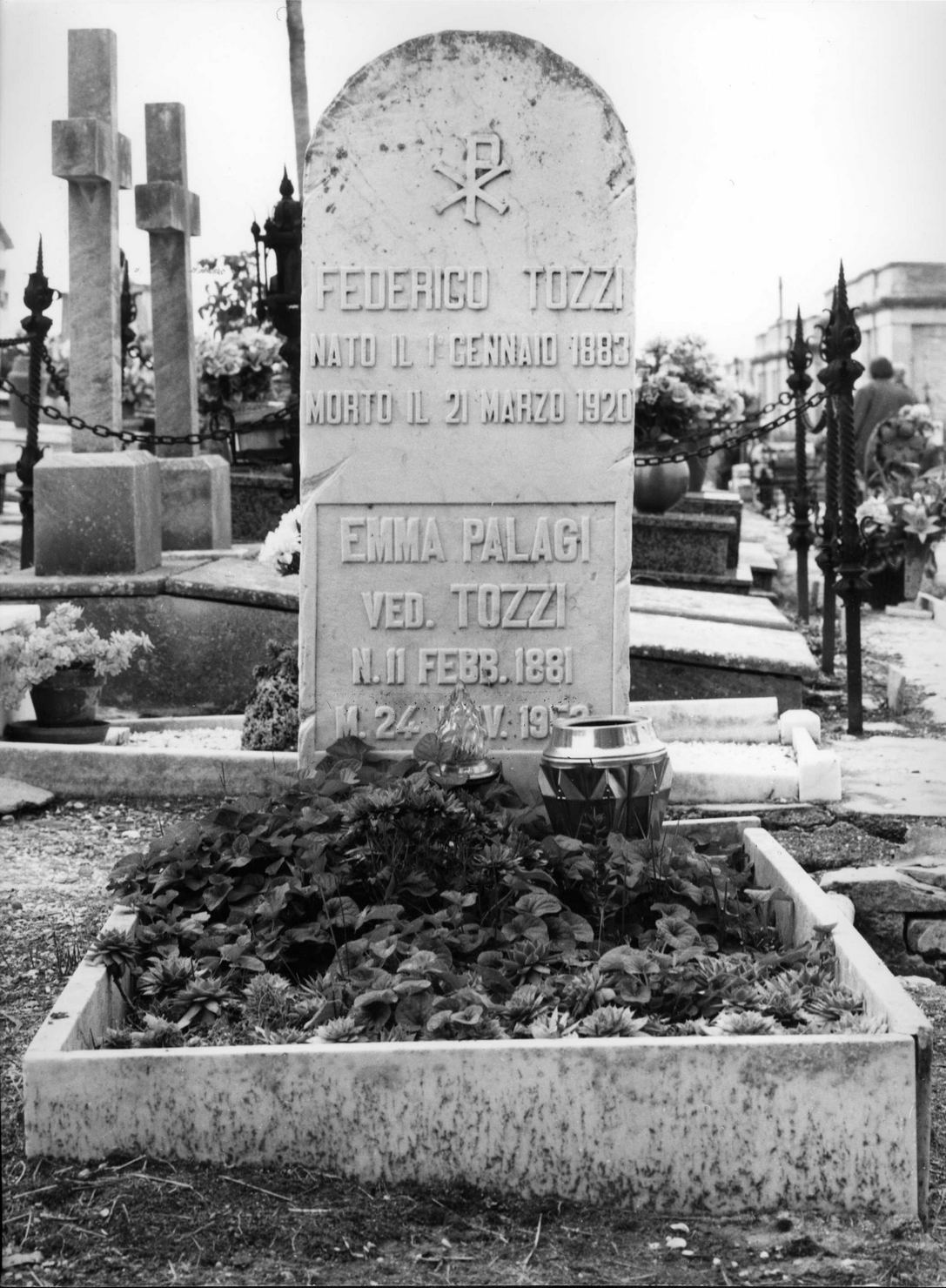
Tomba dello scrittore Federigo Tozzi (2002)
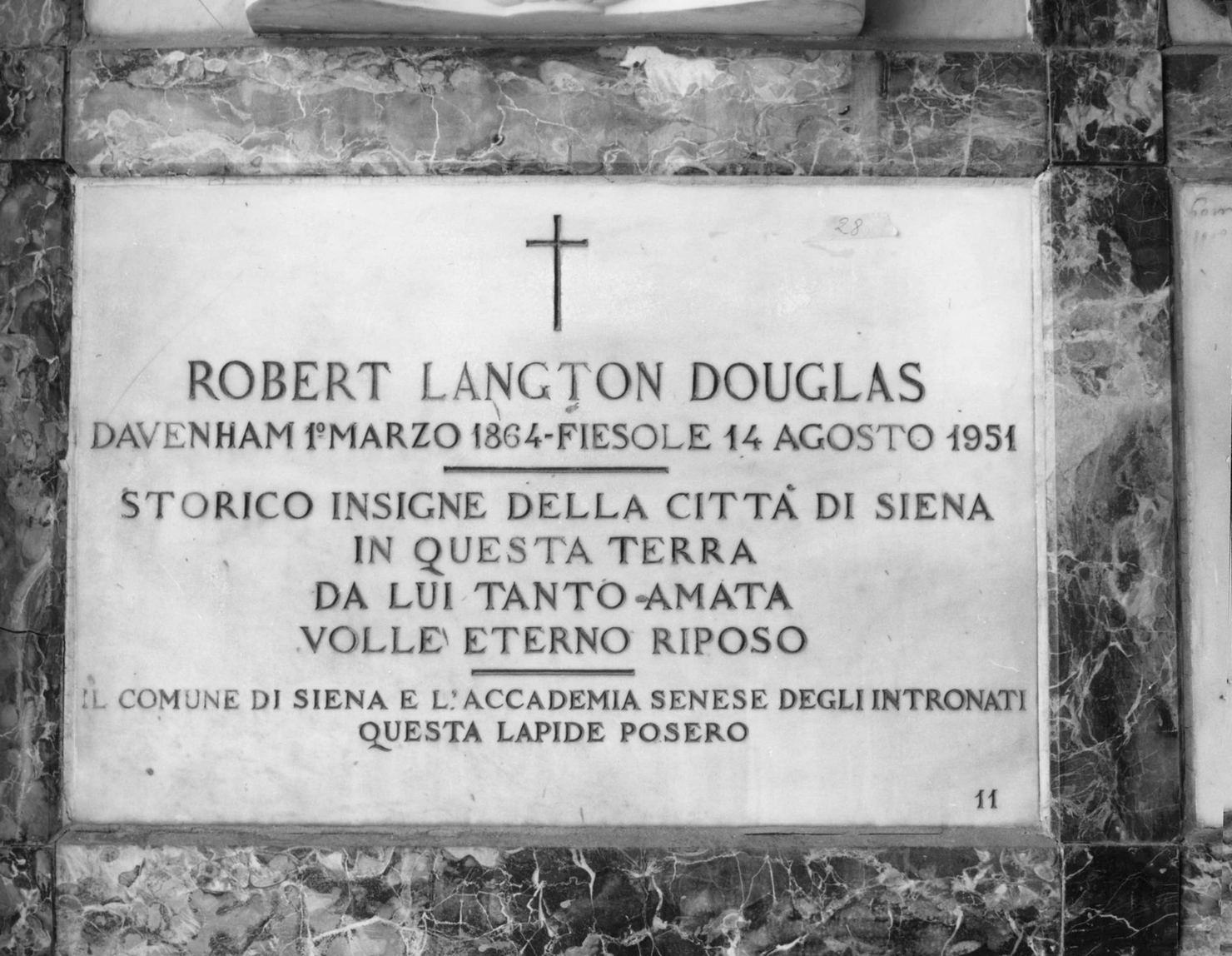
Lapide dello storico inglese Robert Langton Douglas, morto a Fiesole, ma volle essere sepolto a Siena (2002)
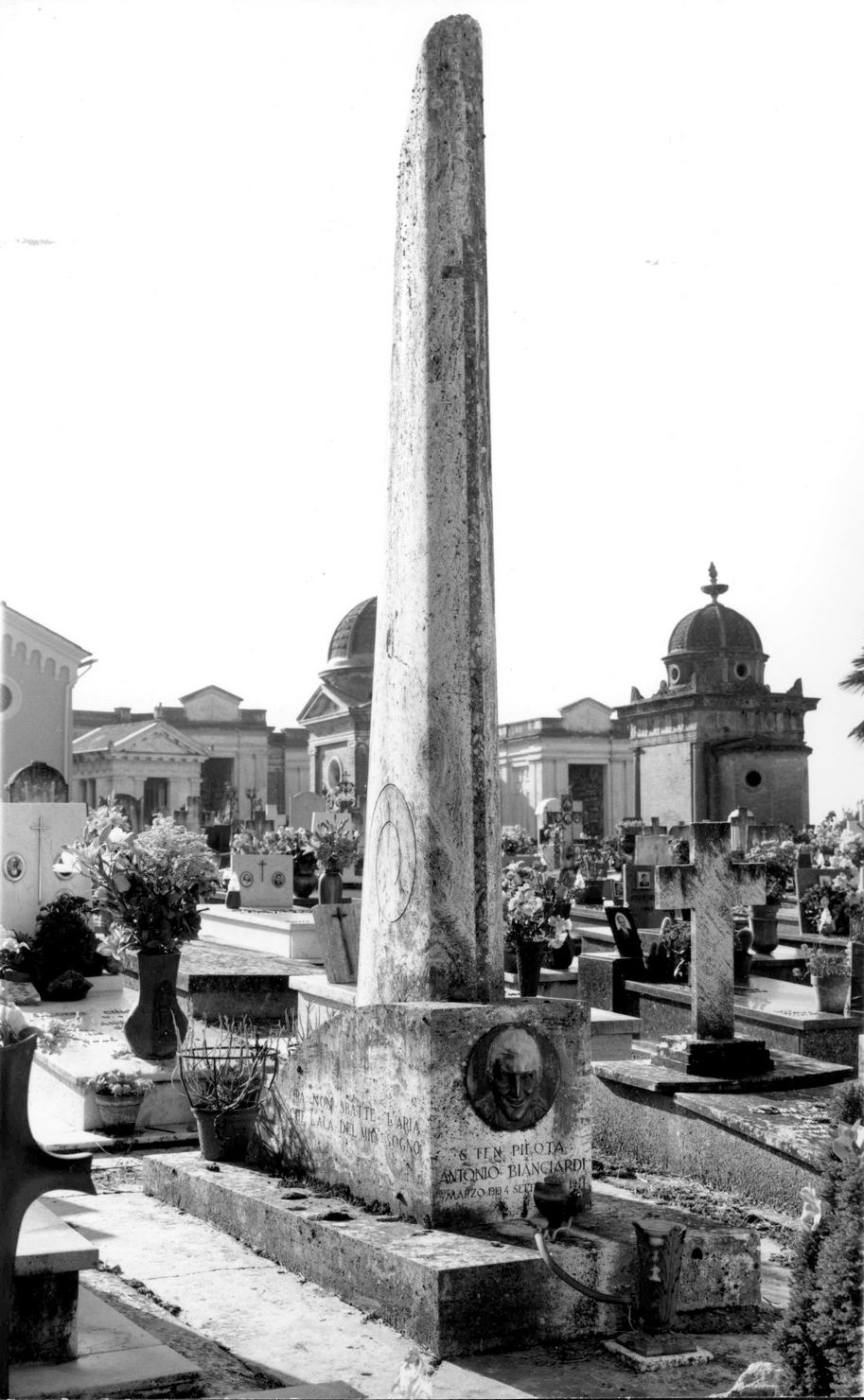
Monumento all'aviatore Antonio Bianciardi, caduto nel 1941, realizzato dallo scultore Fausto Corsini
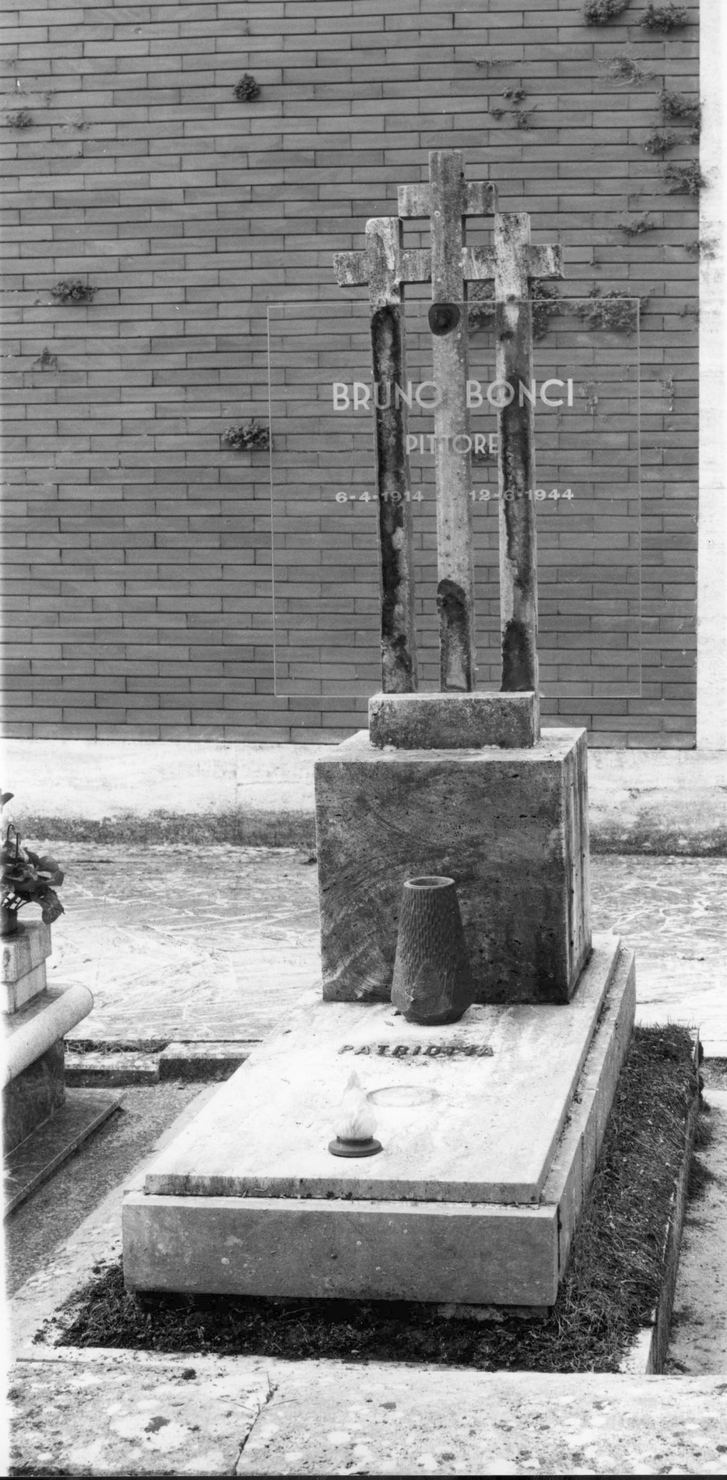
Sepolcro del pittore e partigiano Bruno Bonci detto Caravaggio, ucciso dai nazisti, 1944 (2002)
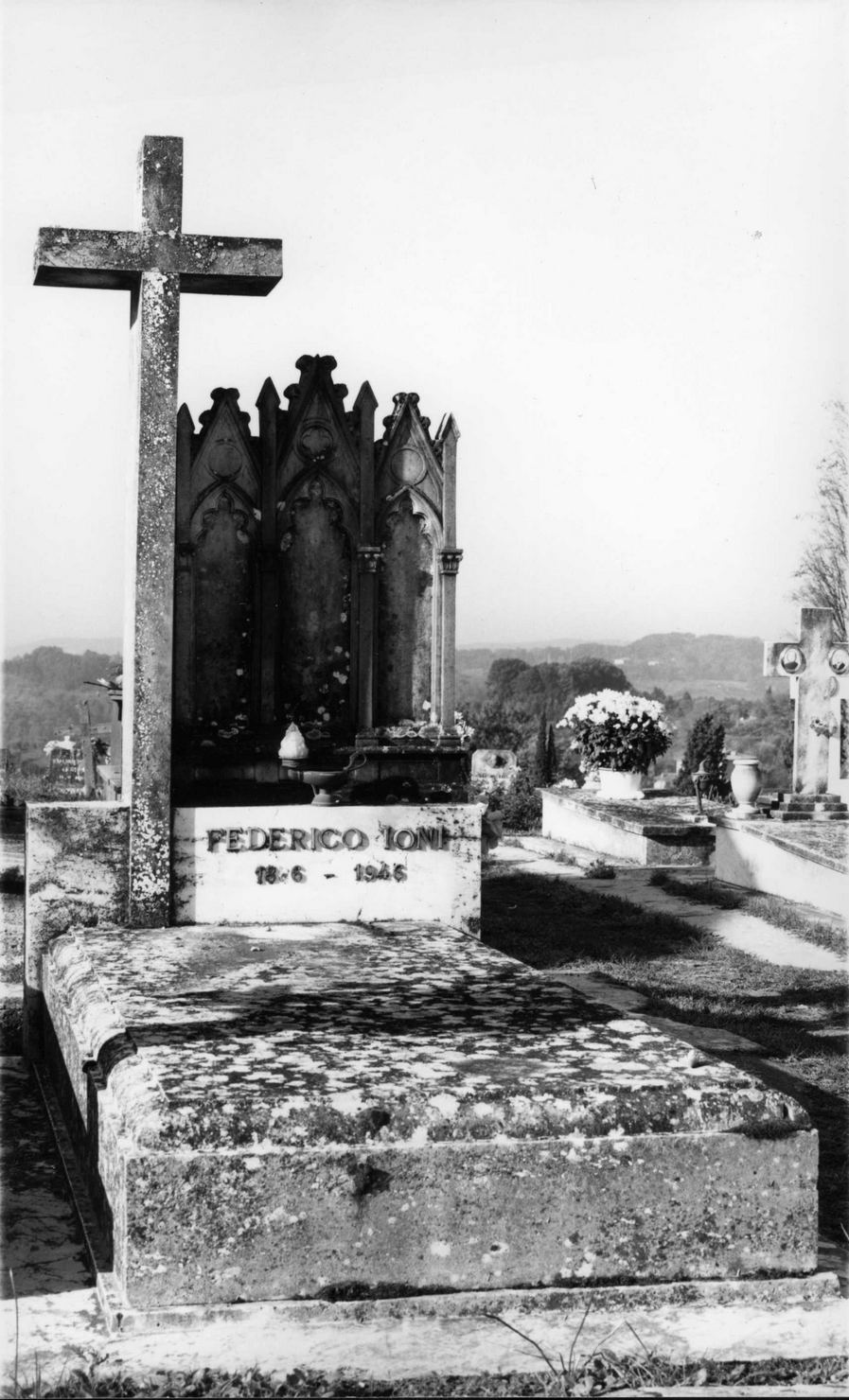
Tomba del pittore e falsario Icilio Federico Joni, 1946 (2002)
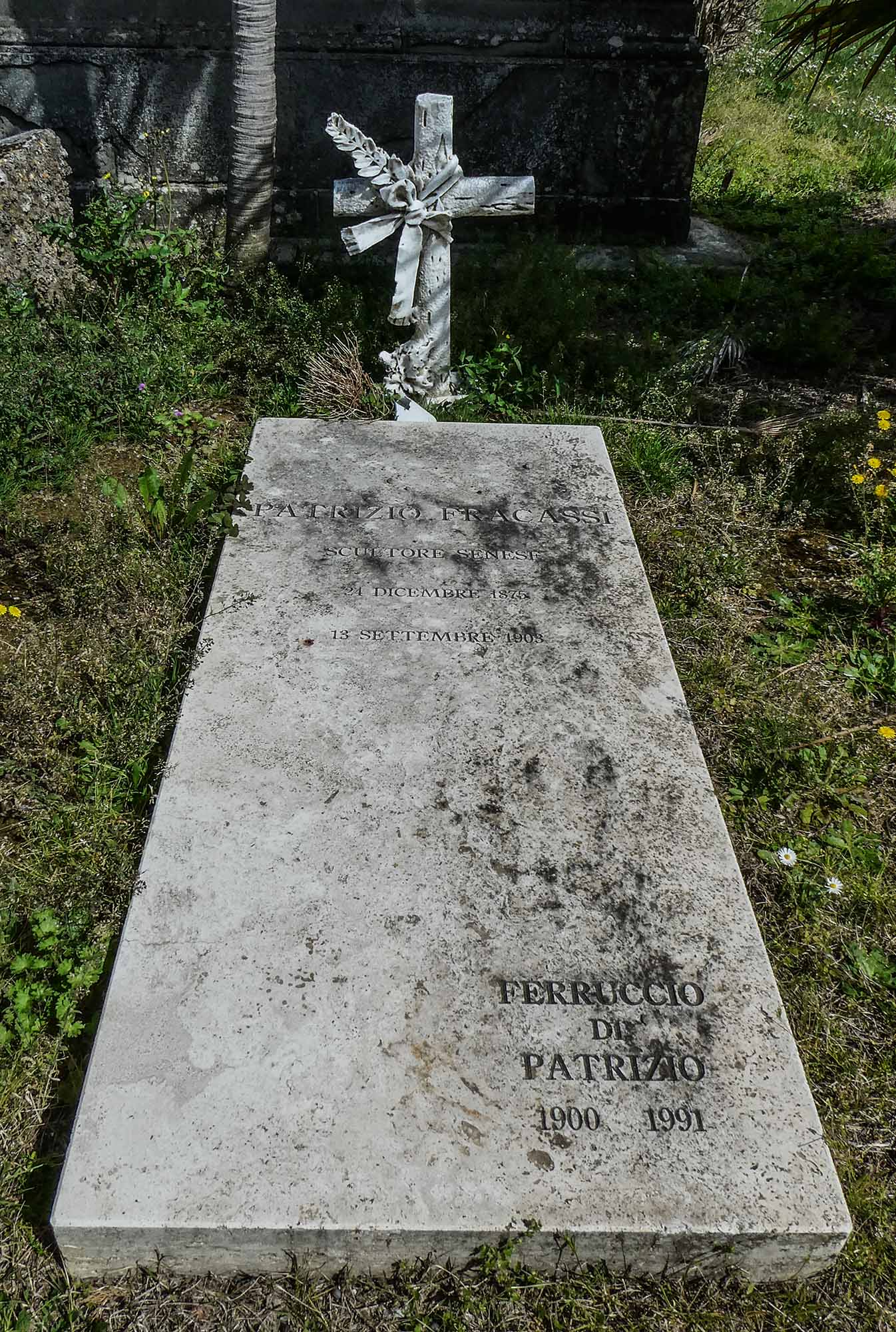
Tomba dello scultore Patrizio Fracassi nella foto di Mauro Tozzi (2023)
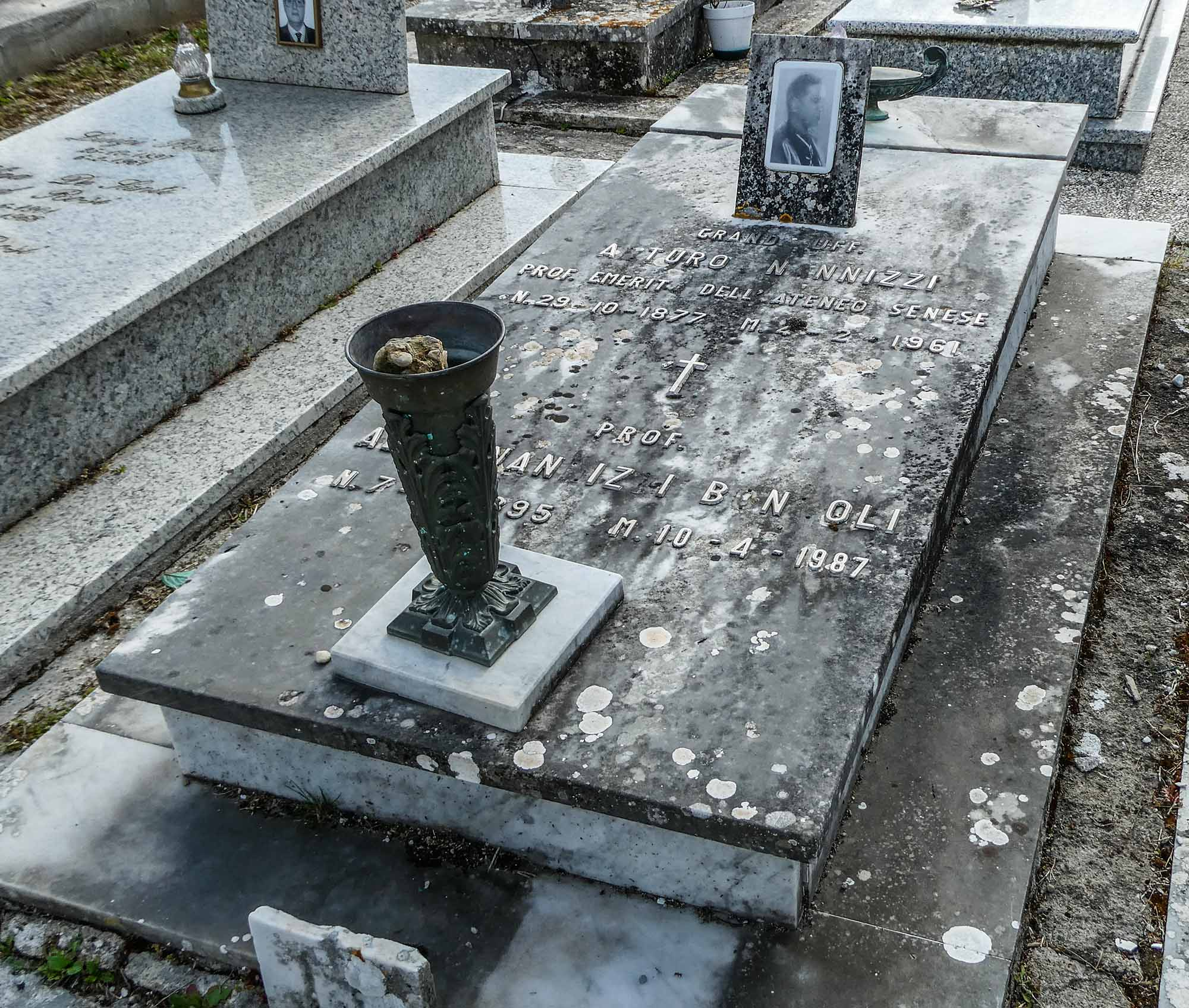
Sepolcro del botanico Arturo Nannizzi nella foto di Mauro Tozzi (2023)
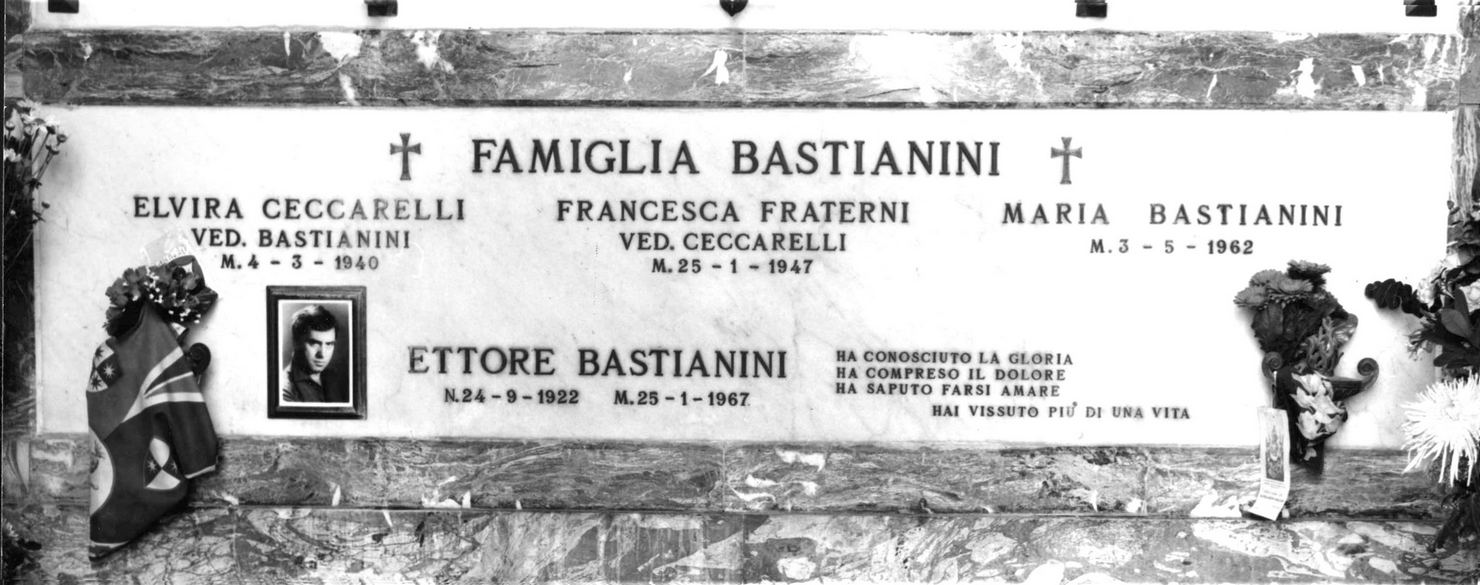
Tomba del baritono Ettore Bastianini nel 1967
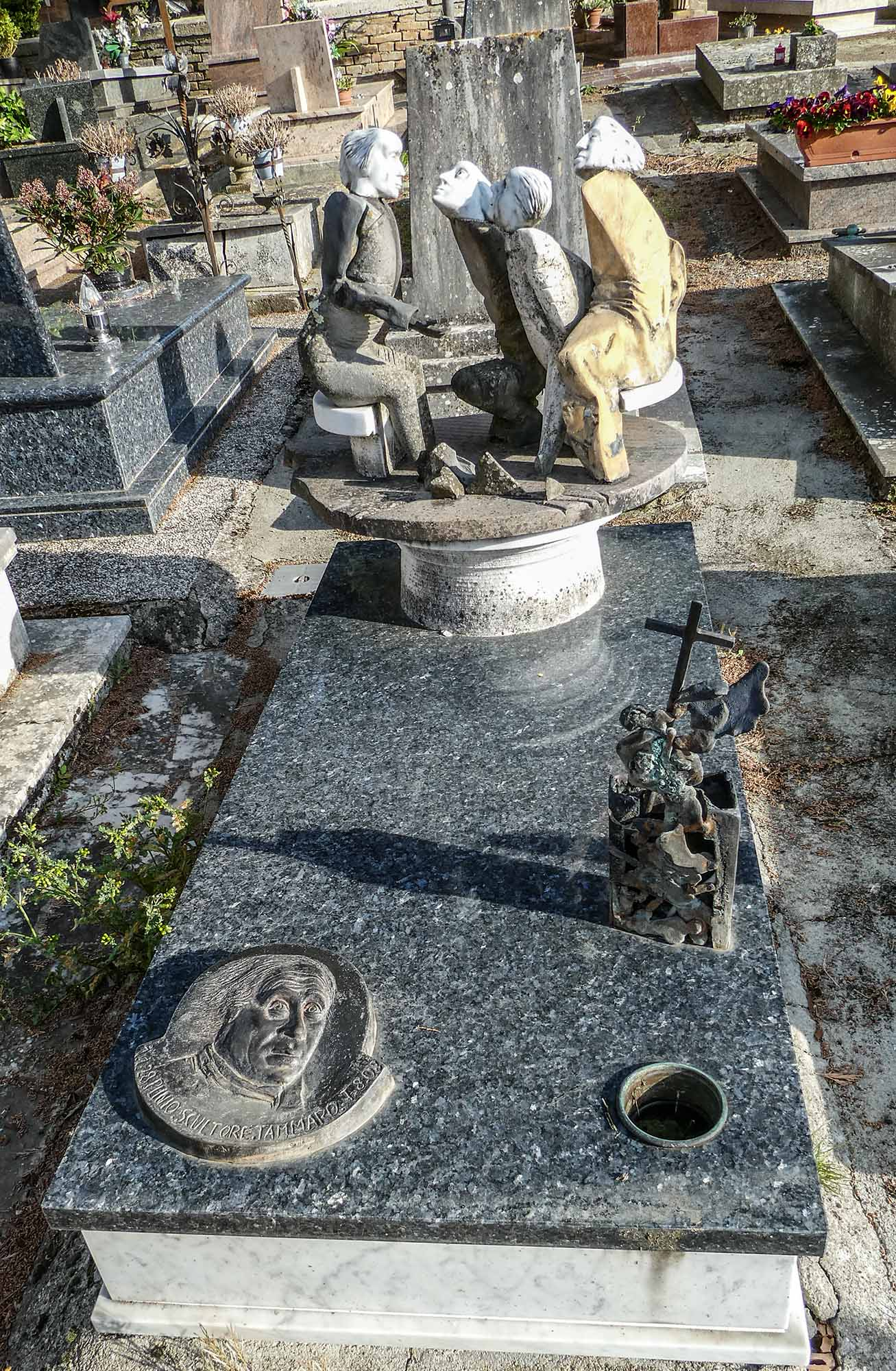
Tomba dello scultore Plinio Tammaro (1928-2008) realizzata dallo scultore Alberto Inglesi nella foto di Mauro Tozzi (2023)
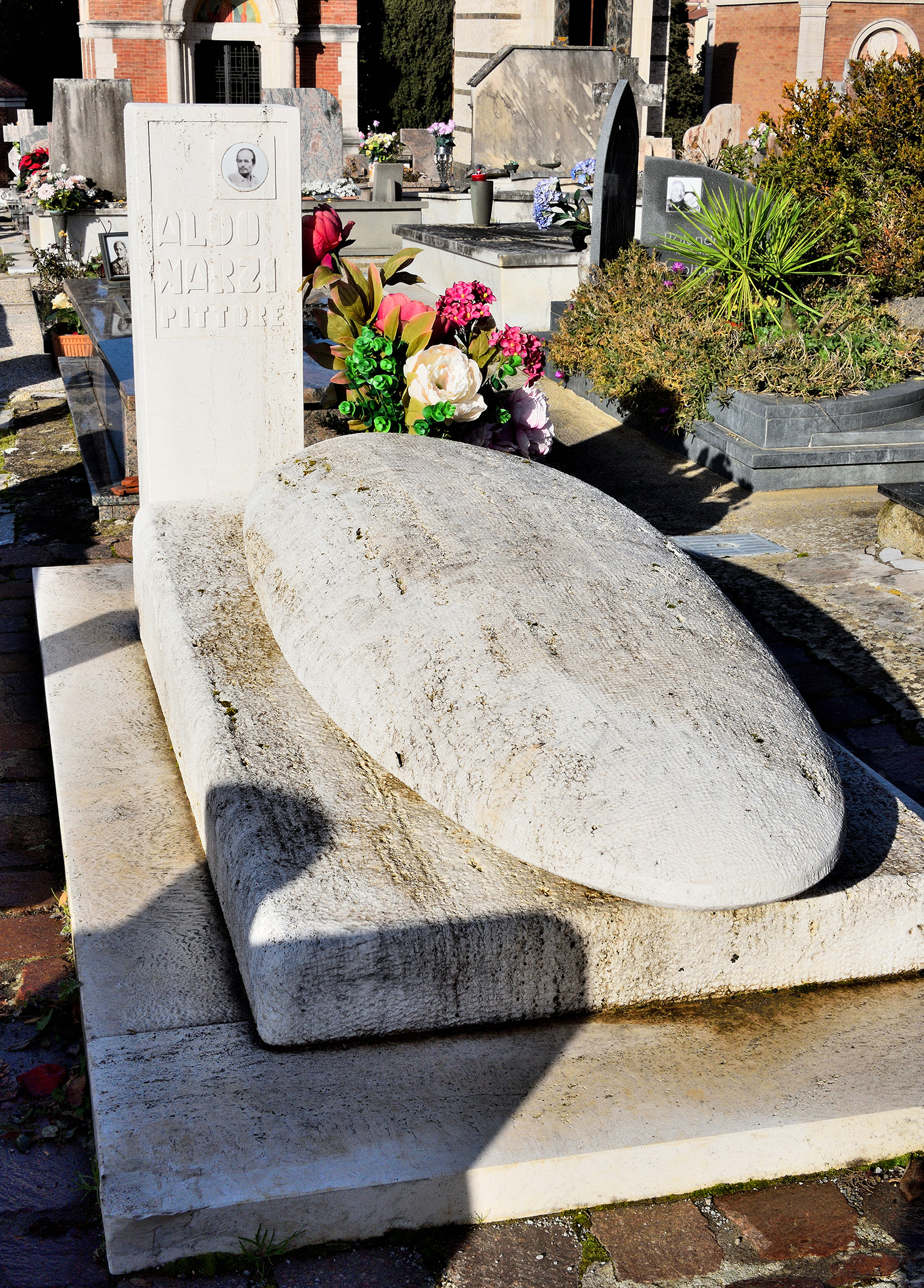
Tomba del pittore Aldo Marzi (1911-1984) nella foto di Marco Golini (2023)